# ZKSCAN5
ZKSCAN5‏ (Zinc finger with KRAB and SCAN domains 5) هوَ بروتين يُشَفر بواسطة جين ZKSCAN5 في الإنسان.
يُعبَّر عن بروتين مشابه لدى الفئران بشكل مختلف في عملية تكوين الحيوانات المنوية. وقد وُصِفَت نسختان متماثلتان من النسخ المتصالبة بالتبادل، تختلفان فقط في المنطقة غير المترجمة الخمسة الأولية (5'UTR). وُجِدت نسخ أخرى، ولكن لم تُحدَّد تسلسلاتها كاملة الطول.